# 국도 제8호선 (미국)

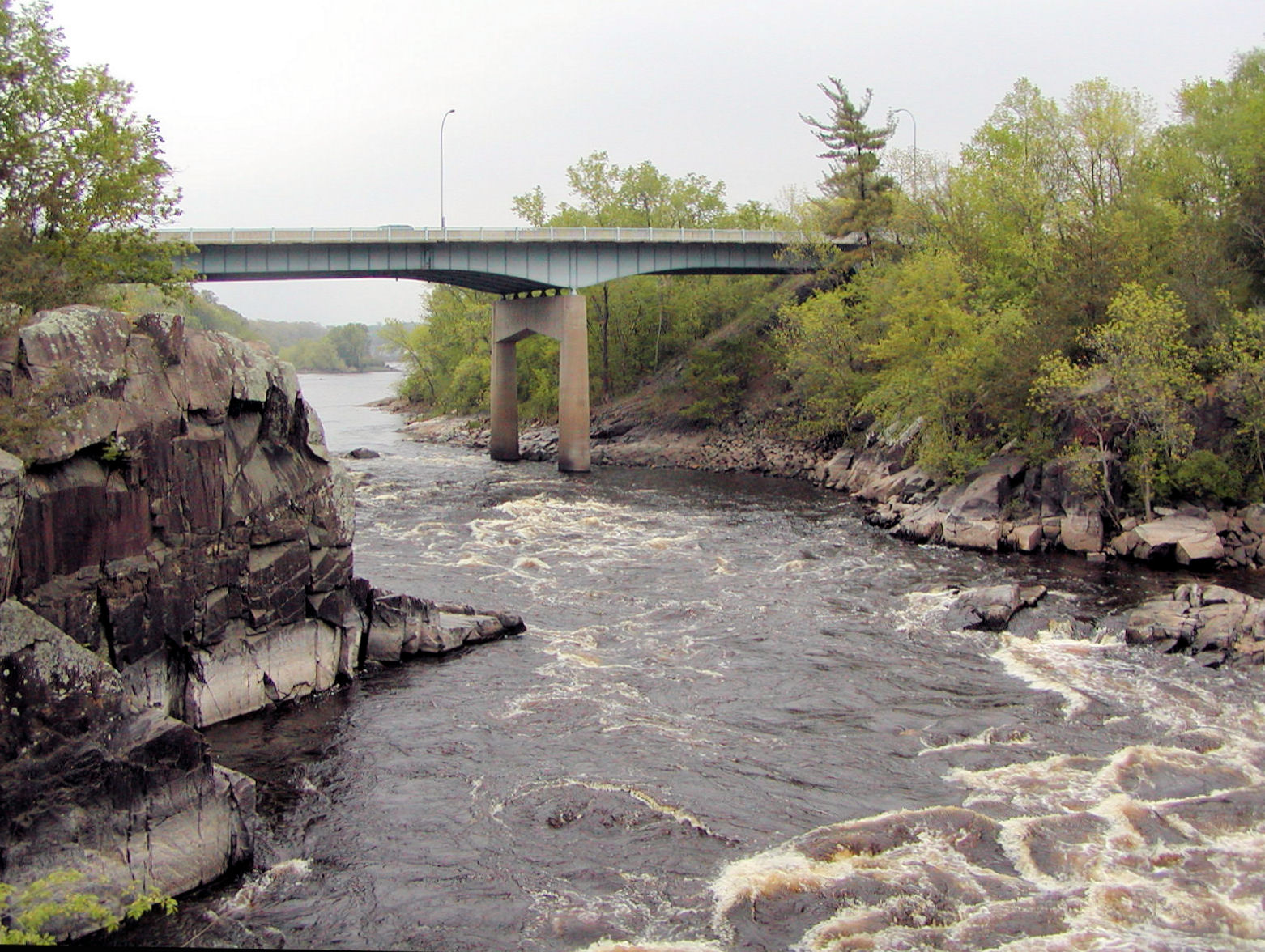
세인트크루아강의 교량을 통과하고 있는 US 8

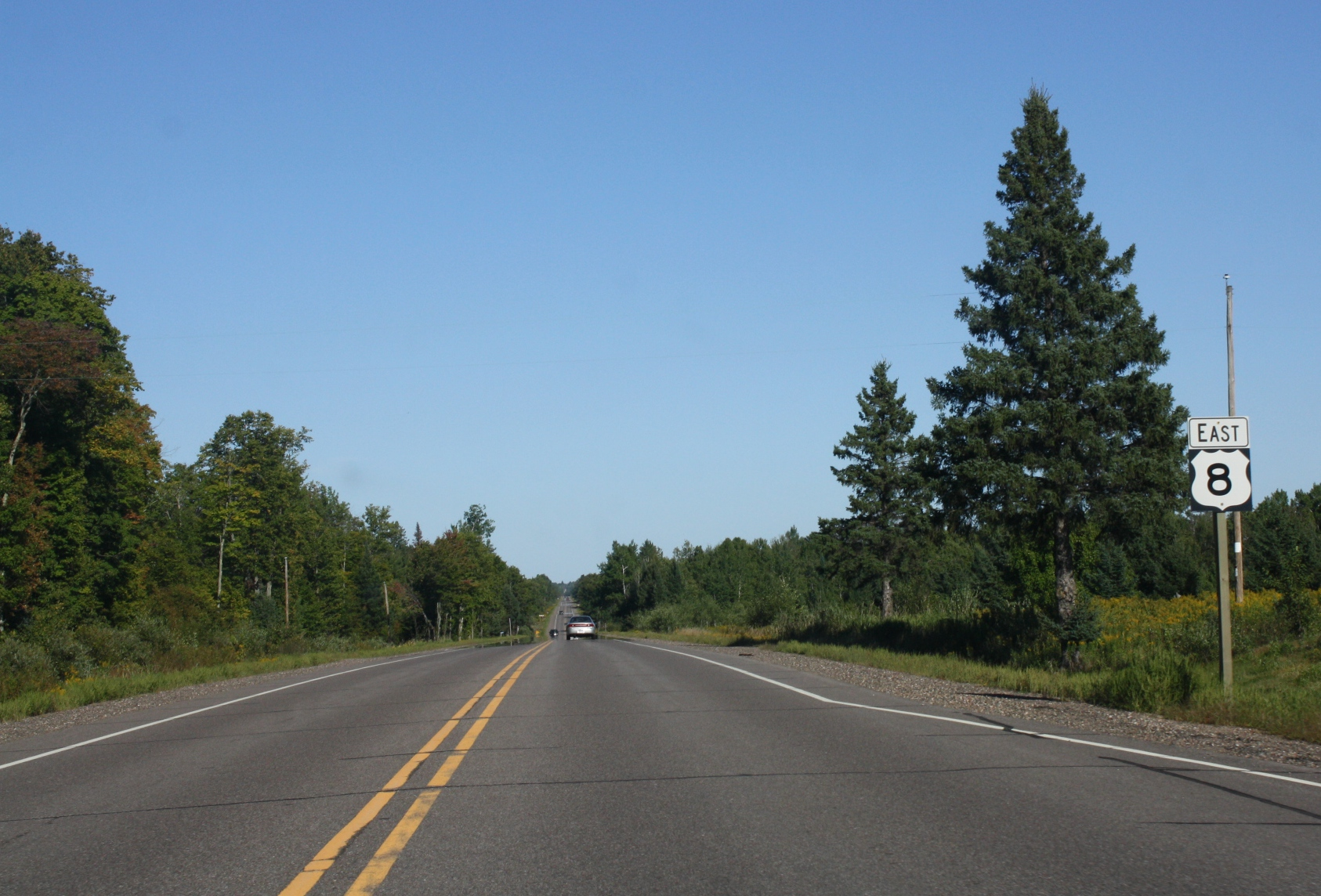
트리폴리 근처의 위스콘신주 링컨군을 통과하고 있는 US 8

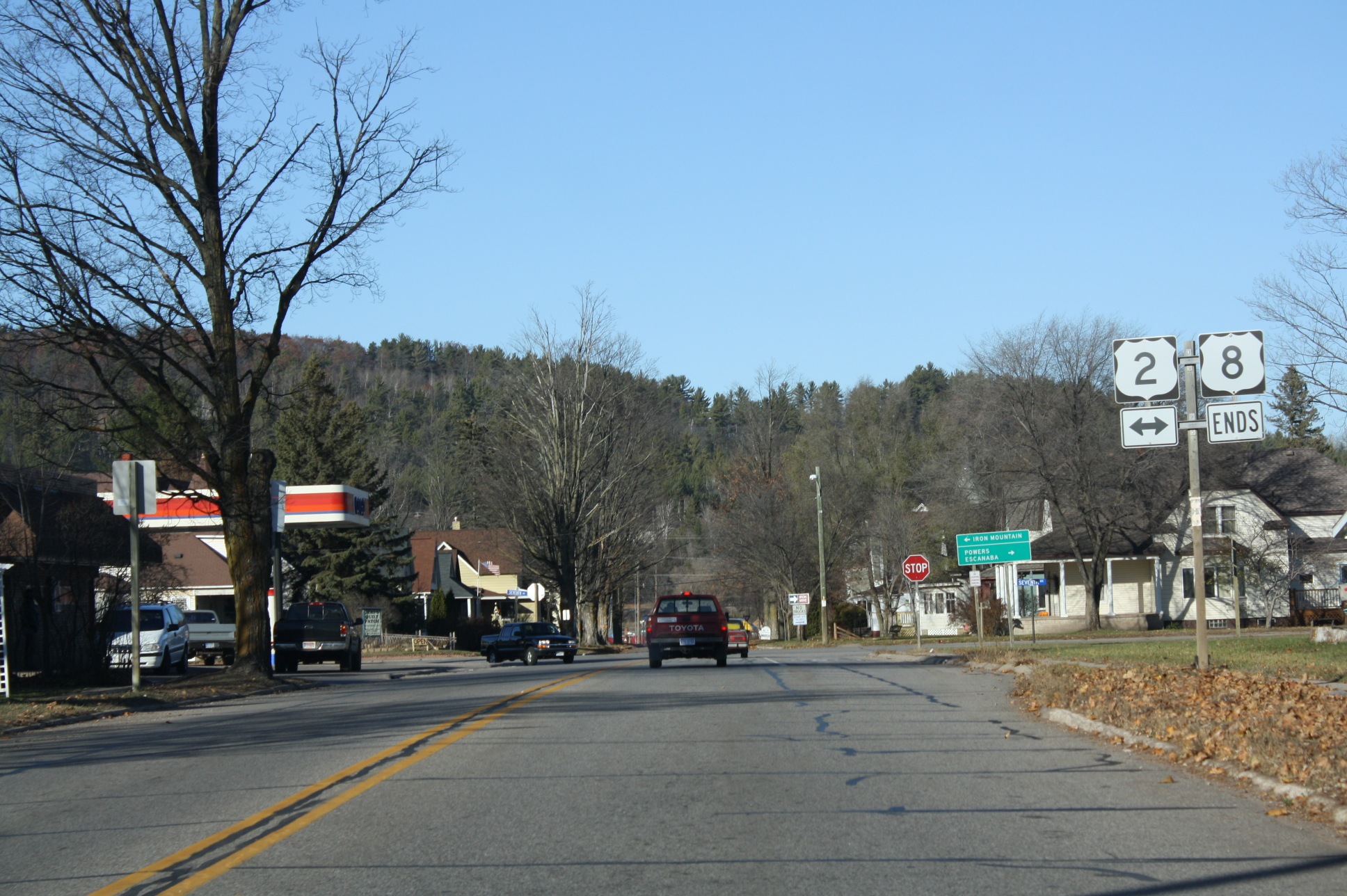
US 8의 종점으로 알려진 노르웨이 부근.

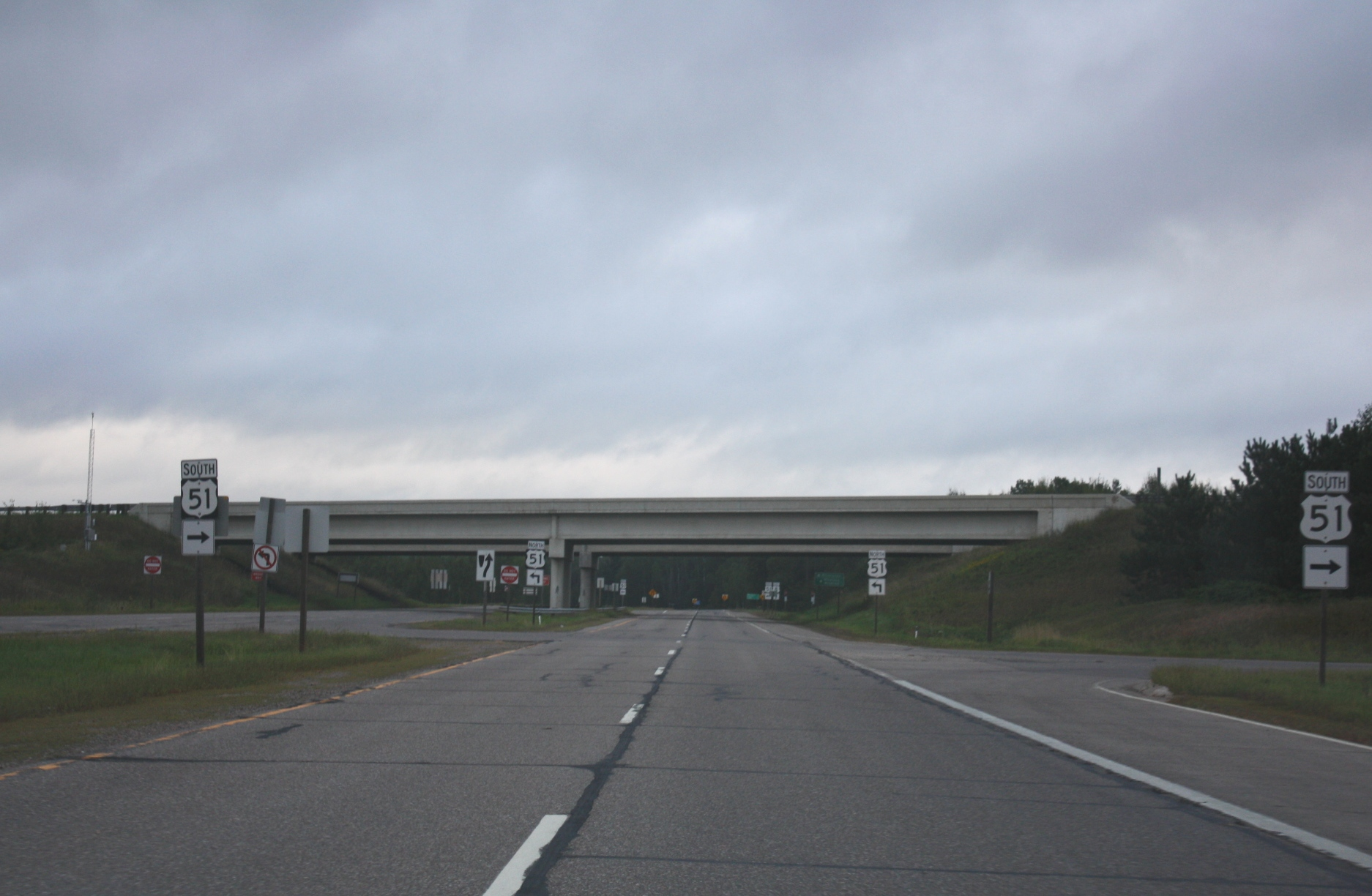
US 51과의 교차점

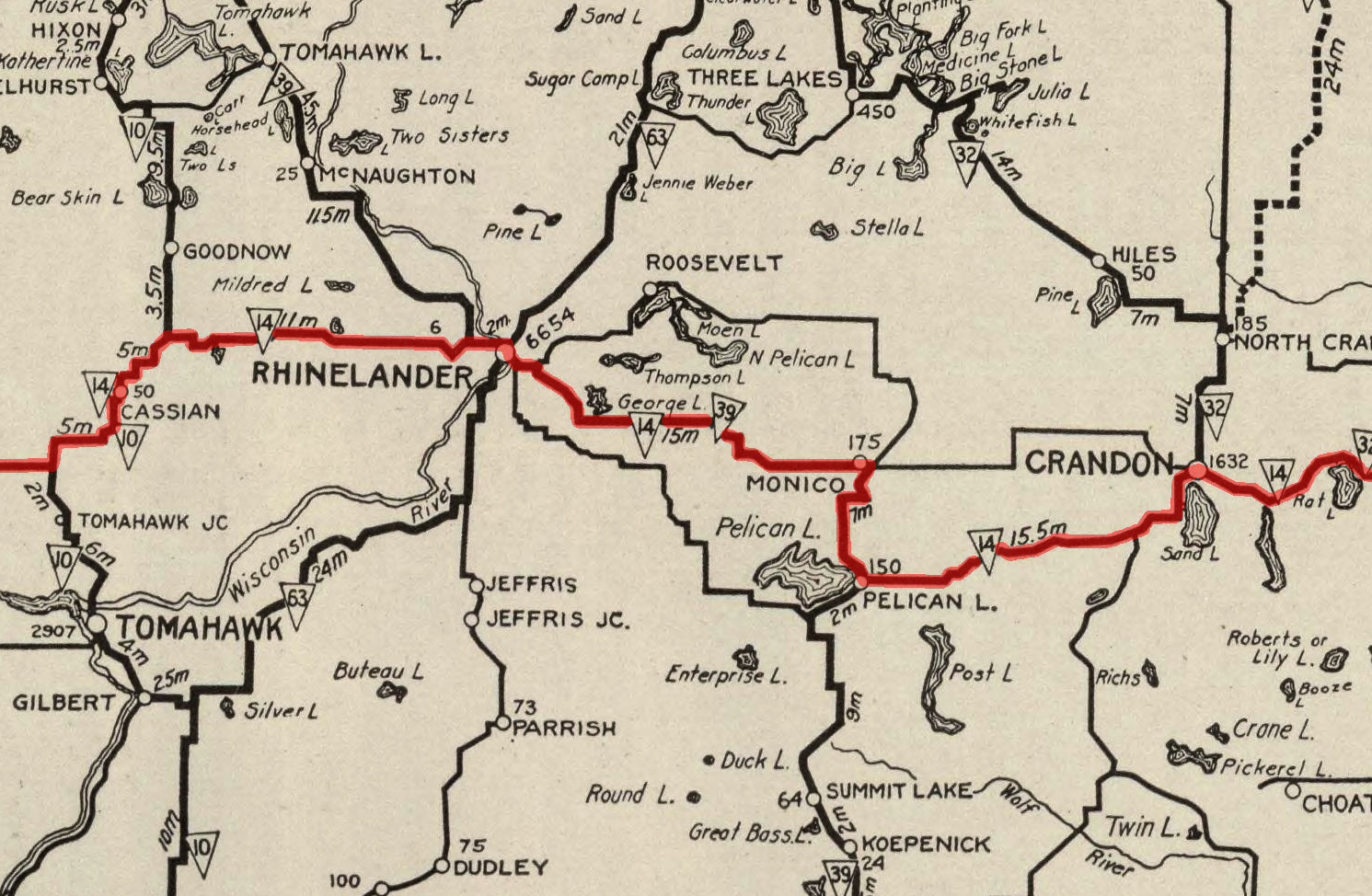
1924년 당시의 라인랜더 구역. WIS 14가 붉게 표시되어 있는 것으로 강조되어 있다.

국도 제8호선(U.S. Route 8)은 미네소타주 포레스트레이크에서 위스콘신주를 거쳐 미시간주의 노르웨이까지 이어주는 총 연장 280 mi의 거리를 이루는 미국의 일반 국도이다. 그러나 이 국도 노선은 기점인 포레스트레이크에서는 주간고속도로 제35호선과 접촉하고, 종점인 노르웨이에서는 국도 제2호선과도 바로 접촉하고 있으며 캐나다의 국경 근처와 인접해 있는 어퍼반도를 주요 연선으로 연결된다. 따라서 포레스트레이크 일대의 짧은 구간을 제외하더라도 세인트크루아강의 교량과 라인랜더 구간 역시 훼손된 구간이 없는 노면 도로를 이룬다. 그래서 미네소타, 위스콘신, 미시간 등 3개의 주 소속 교통부가 이 국도를 관장하고 있는 상태이며, 처음 지정된 것은 1926년 11월 11일자로 적용되었던 것으로 보이게 된다.

## 통과하는 주별 군
- 미네소타주 : 워싱턴군, 시사고군
- 위스콘신주 : 포크군, 배런군, 러스크군, 프라이스군, 링컨군, 오나이다군, 포레스트군, 마리네트군
- 미시간주 : 디킨슨군

## 통과하는 도로
※ 통과하는 도로 중 주도 등은 기술 대상에서 제외된다.

### 주간고속도로
- 주간고속도로 제35호선

### 국도
- 국도 제61호선
- 국도 제63호선
- 국도 제53호선
- 국도 제51호선
- 국도 제45호선
- 국도 제141호선
- 국도 제2호선

### 기타 도로
- CTH-P 웨스트 (구 Bus. US 8)
- CSAH 36 / CSAH 22 (구 MN 98)

## 통과하는 강
- 세인트크루아강(영어판) : 위스콘신주와 미네소타주의 주 경계선을 이루는 강
- 메노미니강(영어판) : 미네소타주와 미시간주의 주계를 이루는 강

## 같이 보기
- 국도 제208호선